# Antonio Martín Cárdenas
Antonio Martín Cárdenas (Sestao, 1916 - ibidem, 20 de diciembre de 2015) fue un militante anarquista y luchador antifascista español.
Antonio Martín fue militante de la Confederación Nacional del Trabajo (CNT) del País Vasco y miliciano en el batallón anarquista Sacco y Vanzetti, la cuarta unidad de la CNT. Fue prisionero y penó cárcel con trabajos forzados hasta 1945.

## Biografía
Antonio Martín Cárdenas nació en la población vizcaína de Sestao el año 1916, en la llamada "Casa del escribano", en el seno de una familia humilde. Fue el tercero de nueve hermanos. Con 18 años, y tras enterarse del intento de golpe de Estado del 18 de julio de 1936 y el posterior inicio de la guerra, se traslada junto con otros tres jóvenes de Sestao a la ciudad guipuzcoana de Irún con el propósito de sumarse a la defensa de la legalidad republicana. Se enrola en el batallón anarquista Sacco y Vanzetti, la cuarta unidad de la CNT y en sus filas combate en los frentes abiertos en el País Vasco (Villarreal de Álava, Duranguesado, Bilbao...).
Tras la pérdida de Bilbao llega a Santoña, donde junto con otros compañeros intentan huir, pero son detenidos por un bou de la Marina de Guerra Auxiliar de Euzkadi. En un nuevo intento son hechos prisioneros por los insurgentes, que los llevan a Santander.
Desde la capital cántabra le llevan a las cárceles de Calanda en Teruel, de San Juan, Mozarrifar en Zaragoza y Vidangos en Navarra, donde es obligado a realizar trabajos forzados construyendo carreteras y explosionando minas y material bélico. Tras la guerra lo confinan en el campo de concentración de Miranda de Ebro, donde no saldría hasta 1945.
Murió en Sestao el  20 de diciembre de 2015.